# Трегубов, Александр Лаврентьевич
Алекса́ндр Лавре́нтьевич Трегу́бов (1874 — после 1917) — член Государственной думы от Киевской губернии, священник.

## Биография
Православный. Имел 42 десятины церковной земли.
По окончании Киевской духовной семинарии в 1895 году, в течение трех лет состоял сельским учителем. В 1898 году был рукоположен в священники. Священствовал в селе Кашперовка Бердического уезда.
В 1907 году был избран членом III Государственной думы от Киевской губернии. Входил во фракцию «Союза 17 октября», с 3-й сессии — в группу правых октябристов. Состоял секретарем комиссий по переселенческому делу и о чиншевом праве, а также членом комиссий: по вероисповедальным вопросам, по исполнению государственной росписи доходов и расходов. Был докладчиком комиссии по переселенческому делу.
Для ознакомления с жизнью и религиозными нуждами переселенцев совершил ряд поездок в Акмолинскую, Семипалатинскую, Семиреченскую и Сырдарьинскую области (1909), а также в заселяемые районы Сибири (1913). Опубликовал две книги с впечатлениями от поездок. Кроме того, публиковался в «Церковных ведомостях» и «Киевских епархиальных ведомостях», газетах «Колокол», «Земщина» и других.
В 1912 году был переизбран членом Государственной думы от Киевской губернии. Входил во фракцию русских националистов и умеренно-правых (ФНУП), после её раскола в августе 1915 — в группу сторонников П. Н. Балашова. Состоял секретарем комиссий по переселенческому делу и по исполнению государственной росписи доходов и расходов, а также членом комиссий: бюджетной, распорядительной, по направлению законодательных предположений.
Судьба после 1917 года неизвестна. Был женат, имел троих детей.

## Сочинения
- Переселенческое дело в Семипалатинской и Семиреченской областях: Впечатления и заметки по поездке летом 1909 г. — Санкт-Петербург, 1910.
- По новым местам: Переселение в Сибирь в 1913 г., впечатления и заметки по поездке в заселяемые районы Сибири. — Санкт-Петербург, 1913.